# Atyria osera
Atyria osera är en fjärilsart som beskrevs av Jean Baptiste Boisduval 1870. Atyria osera ingår i släktet Atyria och familjen mätare. Inga underarter finns listade i Catalogue of Life.